# کوه احمد آل باقر
کوه احمد آل باقر (به عربی: جبل أحمد الباکیر) یک کوه در اردن است که در اردن واقع شده‌است. کوه احمد آل باقر ۱٬۰۷۶ متر بالاتر از سطح دریا واقع شده‌است.